# Sinezona
Sinezona là một chi ốc biển nhỏ, là động vật thân mềm chân bụng sống ở biển trong họ Scissurellidae.

## Phân bố
This genus occurs worldwide.

## Các loài
Species in the genus Sinezona include:

- Sinezona atkinsoni [cần dẫn nguồn]
- Sinezona bandeli Marshall, 2002
- Sinezona beddomei (Petterd, 1884)
- Sinezona brasiliensis: synonym of Satondella brasiliensis (Mattar, 1987)
- Sinezona brevis (Hedley, 1904)
- Sinezona carinata [cần dẫn nguồn]
- Sinezona carolarum Geiger & McLean, 2010[4]
- Sinezona cingulata (O.G. Costa, 1861)
- Sinezona confusa Rolán & Luque, 1994
- Sinezona costulata Geiger & Sasaki, 2009
- Sinezona crossei (Folin, L. de, 1869)
- Sinezona danieldreieri Geiger, 2008
- Sinezona doliolum Herbert, 1986
- Sinezona fayalensis (Dautzenberg, 1889)
- Sinezona ferriezi (Crosse, 1867)
- Sinezona garciai Geiger, 2006
- Sinezona globosa Geiger, 2006
- Sinezona hawaiiensis Geiger & McLean, 2010[4]
- Sinezona insignis (E.A. Smith, 1910)
- Sinezona insularis Simone, 2009
- Sinezona iota (Finlay, 1926)
- Sinezona kayae Geiger & McLean, 2010[4]
- Sinezona kondoi [cần dẫn nguồn]
- Sinezona levigata (Iredale, 1908)
- Sinezona laqueus (Finlay, 1927)
- Sinezona lobini: synonym of Scissurella lobini (Burnay & Rolan, 1990)
- Sinezona lyallensis (Finlay, 1927): synonym of Sukashitrochus lyallensis
- Sinezona macleani Geiger, 2006
- Sinezona milleri Geiger & Sasaki, 2009
- Sinezona mouchezi (Vélain, 1876)
- Sinezona pacifica (Oliver, 1915)
- Sinezona padagensis (Thiele, 1912)
- Sinezona paumotuensis (Garrett, 1872)
- Sinezona pauperata (Powell, 1933): synonym of Ariella pauperata (Powell, 1933)
- Sinezona plicata (Hedley, 1899)
- Sinezona pulchra [cần dẫn nguồn]
- Sinezona redferni: synonym of Scissurella redferni (Rolán, 1996)
- Sinezona rimuloides (Carpenter, 1865) - rim scissurelle
- Sinezona semicostata Burnay & Rolán, 1990
- Sinezona singeri Geiger, 2006
- Sinezona singulata [cần dẫn nguồn]
- Sinezona subantarctica (Hedley, 1916) [cần dẫn nguồn]
- Sinezona wileyi Geiger, 2008
- Sinezona zimmeri Geiger, 2003